# Norská univerzita vědy a technologie
Norská univerzita vědy a technologie (NTNU; norsky Norges teknisk-naturvitenskapelige universitet) je norská veřejná technická univerzita. NTNU sídlí v Trondheimu a má regionální kampusy ve městech Gjøvik a Ålesund. K listopadu 2022 měla 8 fakult zaměřených na technické a přírodní vědy, na kterých studovalo 42 000 studentů a pracovalo 9 000 zaměstnanců. V žebříčku univerzit QS World University Rankings se obvykle pohybuje na 400.–500. místě. 
NTNU byla slavnostně otevřena radou krále v roce 1996 v důsledku sloučení bývalé univerzity v Trondheimu a dalších univerzitních institucí s kořeny sahajícími až do roku 1760.

## Historie

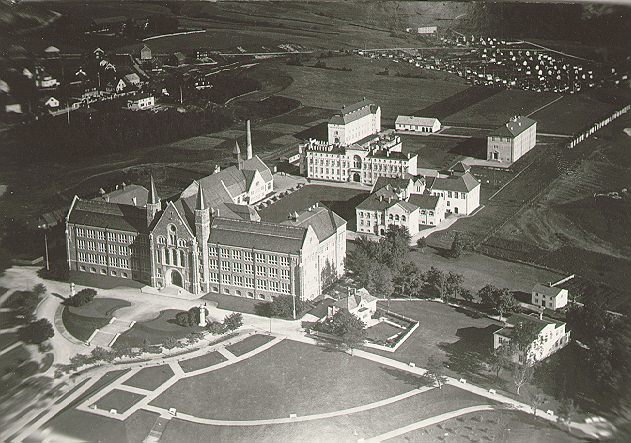
Letecký pohled na NTH v roce 1930

NTNU ve své současné podobě vznikla v roce 1996 sloučením šesti výzkumných a vysokoškolských institucí v Trondheimu:
- Norský technologický institut (NTH), založený v roce 1910
- Muzeum přírodní historie a archeologie (VM), založené v roce 1767
- Norská vysoká škola obecných věd (AVH), založená v roce 1922
- Lékařská fakulta (DMF), založena v roce 1975
- Trondheim Academy of Fine Art (KiT), založená v roce 1987
- Trondheim Conservatory of Music, založená v roce 1973

### Sloučení
Od 1. ledna 2016 došlo ke sloučení NTNU a vysokých škol v Gjøviku, Ålesundu a Sør-Trøndelagu. Díky tomu je NTNU největší Norskou univerzitou z hlediska počtu studentů.

## Kampusy
NTNU má v Trondheimu několik areálů rozkládajících se na celkové ploše 734 000 m2.:
- Gløshaugen – strojírenství a přírodní vědy,
- Dragvoll – humanitní a společenské vědy,
- Tyholt – námořní technologie,
- Kalvskinnet – archeologie,
- Øya – medicína (součást nemocnice St. Olavs),
- Midtbyen – hudební konzervatoř,
- Nedre Elvehavn – umělecká akademie.

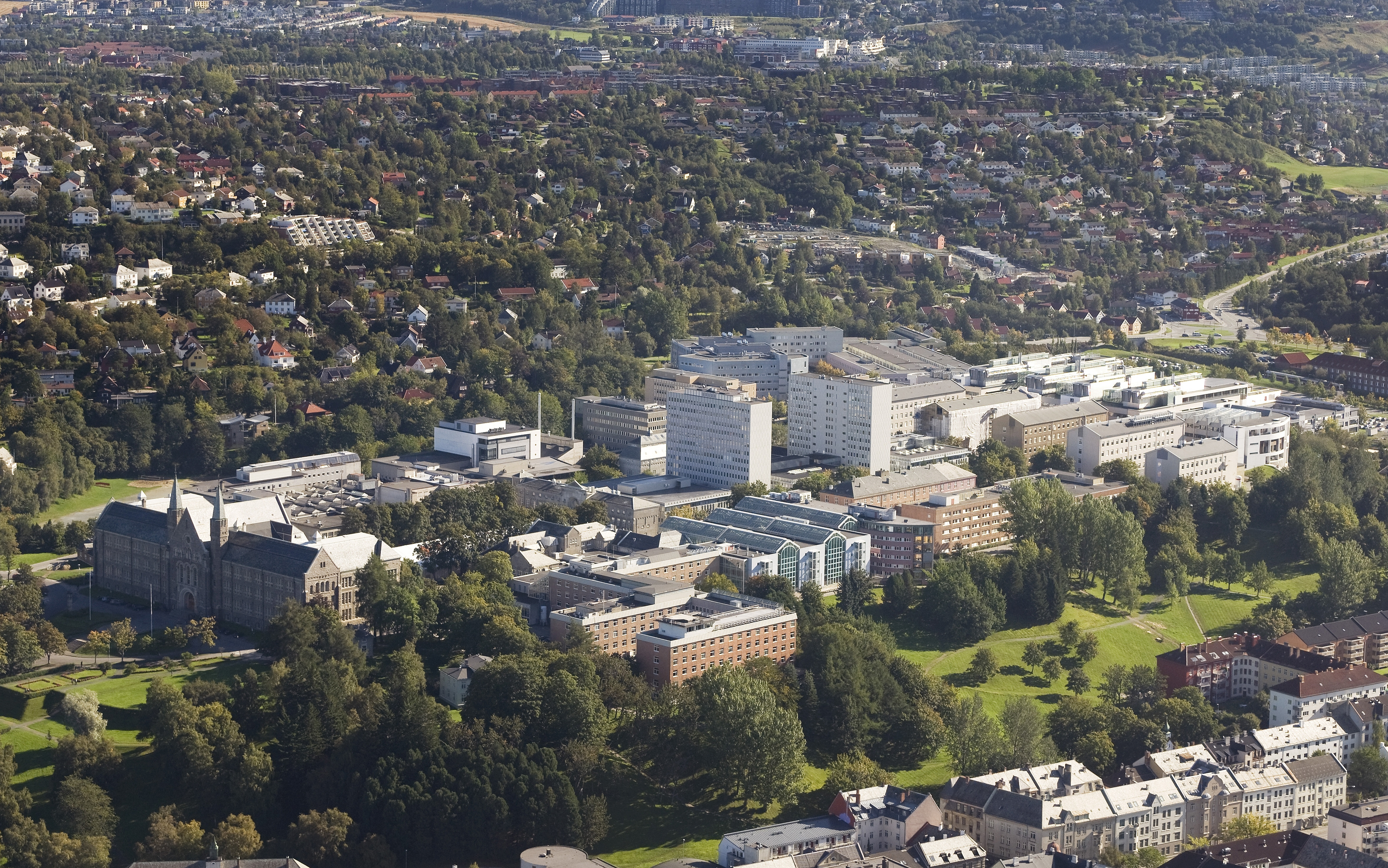
Letecký snímek kampusu Gløshaugen, 2009

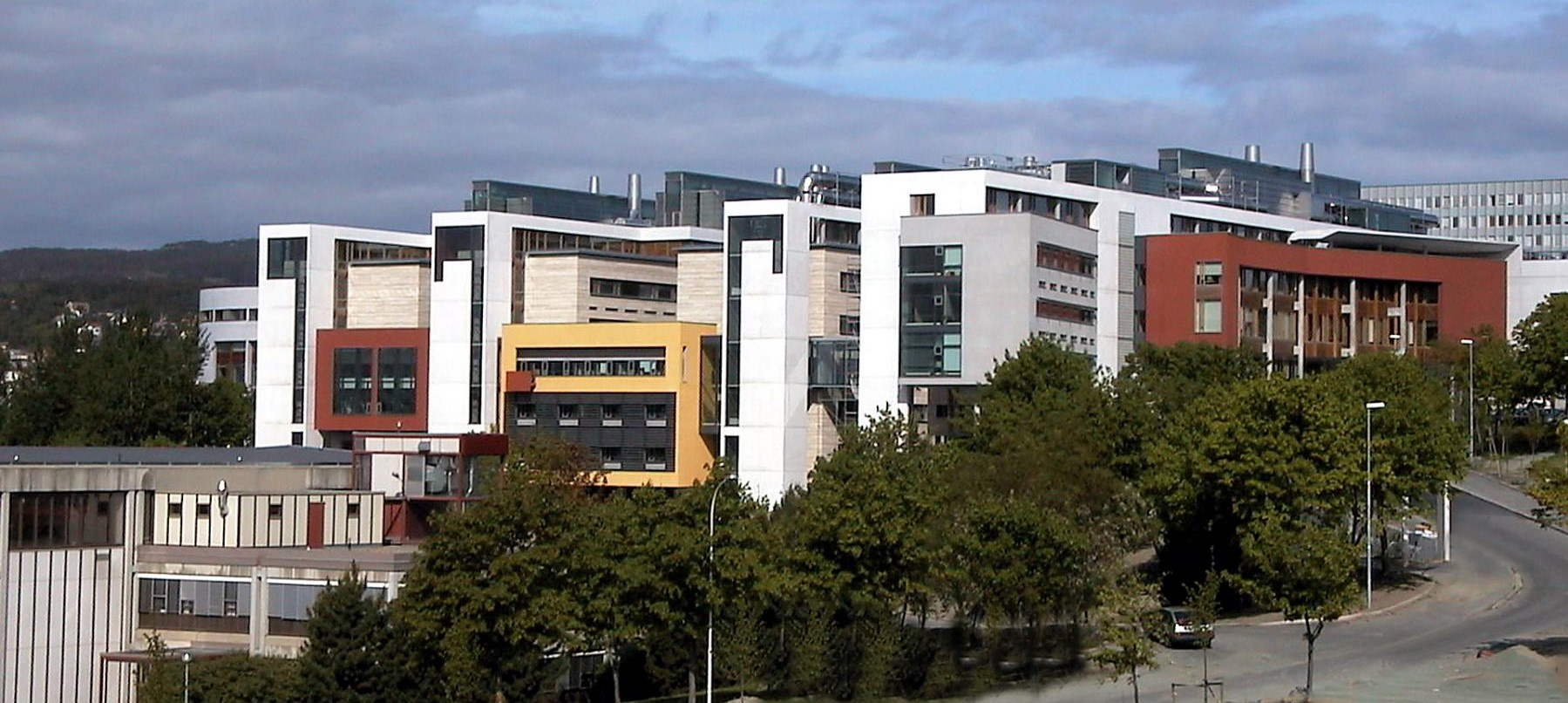
NTNU Natural Science Building (2000), známá jako Realfagbygget, pohled na Gløshaugen z jihu

## Studentský život
NTNU je velmi oblíbenou destinací zahraničních studentů v rámci programu Erasmus+. Každý rok přijíždí okolo 2 500 studentů v zimním semestru a 500 studentů v letním semestru.